# Верх-Карагуж
Верх-Карагуж — село в Майминском районе Республики Алтай России, входит в состав Майминского сельского поселения.

## География
Село расположено на расстоянии 16 км к северо-востоку от села Майма, административного центра района.

## Население
| 2008 | 2009 | 2010 | 2011 | 2012 | 2013 | 2014 |
| ---- | ---- | ---- | ---- | ---- | ---- | ---- |
| 517  | ↗527 | ↘452 | ↗453 | ↘440 | ↗461 | ↗478 |
| 2015 | 2016 |      |      |      |      |      |
| ↗491 | ↘481 |      |      |      |      |      |

## Улицы
| - ул. 2-я Пятилетка, - ул. Заречная, | - ул. Молодёжная, - ул. Нагорная. |